# Beatrice Järås
Ingrid Beatrice Järås Landgren, född Järås den 23 maj 1950 i Oscars församling, Stockholm, är en svensk skådespelare och musikalartist. Hon är sedan 1979 gift med musikern Nils Landgren.

## Biografi
Järås började i balettskola redan vid treårsåldern. Som tioåring började hon som elev vid Operans balettskola, men fick överge danskarriären efter en benhinneinflammation. Hon gick vidare till showgruppen Berns Barn och kom till Oscarsteatern 1970 då hon medverkade i operetten Csardasfurstinnan.[källa behövs]
Hon har medverkat i en lång rad musikaler på olika scener bl.a. Les Miserables på Cirkus, Stockholm, Skål på Maximteatern, 42nd Street på Slagthuset i Malmö, Guys and Dolls på Kristianstads Teater, Annie på Nöjesteatern och Fröken April på Ystads Teater. Järås har spelat i revyer och komedier på Stockholms privatteatrar bland annat Para på skoj på Folkan. Hon har gjort krogshow tillsammans med Björn Skifs på Hamburger Börs och turnerat med Monica Forsberg i föreställningen Rynkkräm och hundra par skor. Hon uppmärksammades också för sin medverkan i Lars Noréns pjäs Endagsvarelser som gavs i Riksteaterns regi 1996.[källa behövs]
Hon har medverkat i flera filmer och TV-produktioner bland annat Bröllopet, Lotta på Bråkmakargatan och Skeppsholmen. Hon spelade Charlotte i 289 avsnitt av såpan Nya tider. Hon gjorde rösten till drottningen i den svenska versionen av Prinsen av Egypten. Hon medverkade i julkalendern Skägget i brevlådan 2008.
Hon medverkade i Arlövsrevyn 2004, 2005 och 2011 där hon spelade tillsammans med Jarl Borssén, Monica Forsberg, Kent Nilsson med flera. Järås medverkade även i Tommarpsrevyn 2003, 2006 samt 2010. Hösten 2007 spelade hon med i Cats på Nöjesteatern i Malmö, i rollen som Jennyanyadots. 2011 spelade hon Julkabaré på Helsingborgs stadsteater och 2012 är hon på turné med Djupare rynkor och bekvämare skor.[källa behövs]

## Filmografi i urval
- 1972 – Mannen som slutade röka
- 1972 – Firmafesten
- 1973 – Bröllopet
- 1976 – Fleksnes fataliteter (TV-serie) (spelar sjuksköterska i avsnitt 1 av säsong 3)[4]
- 1982 – Galopp
- 1982 – Superted (röst)
- 1984 – Macross: Långfilmen om Robotech (röst)
- 1986 – Silver Fang (röst)
- 1986 – My Little Pony (röst)
- 1989 – Superfamiljen (röst)
- 1992 – Lotta på Bråkmakargatan
- 1993 – Rädda Willy (röst)
- 1993 – Lotta flyttar hemifrån
- 1995 – Rädda Willy 2 (röst)
- 1997 – Bananer i pyjamas (TV-serie) (röst som Lulu)
- 1999 – Nya tider (TV-serie) (till och med 2001)
- 2004 – Harry Potter och fången från Azkaban (svenskdubbad röst som Madame Rosmerta)
- 2008 – Skägget i brevlådan (TV-serie)
- 2010 – Ett tyst barn

## Teater

### Roller (ej komplett)
| År   | Roll                        | Produktion                                                       | Regi                       | Teater                   |
| ---- | --------------------------- | ---------------------------------------------------------------- | -------------------------- | ------------------------ |
| 1969 |                             | En gång till, Sam! Woody Allen                                   | Stig Olin                  | Intiman                  |
| 1970 |                             | Csardasfurstinnan Emmerich Kálmán, Leo Stein och Béla Jenbach    | Isa Quensel                | Oscarsteatern            |
| 1973 |                             | Godspell John-Michael Tebelak och Stephen Schwartz               | Jonnie Christen Klaus Pagh | Jarlateatern             |
| 1974 | Medverkande                 | Hej på dig, du gamla primadonna Karl Gerhard-kavalkad            | Per Gerhard                | Vasateatern              |
| 1979 |                             | En man för mycket Ray Cooney och John Chapman                    | Klaus Pagh                 | Folkan                   |
| 1982 | Aldonza                     | Mannen från La Mancha Mitch Leigh, Joe Darion och Dale Wasserman | Georg Malvius              | Örebro länsteater        |
| 1983 | Elaine Harper               | Arsenik och gamla spetsar Joseph Kesselring                      | Lars Amble                 | Maximteatern             |
| 1989 |                             | Charleys tant Brandon Thomas                                     | Per Gerhard                | Vasateatern              |
| 1990 | Mme Thénardier              | Les Miserables                                                   | Ken Caswell                | Cirkus                   |
| 1992 |                             | Para på skoj Cy Coleman och Michael Stewart                      | Sandy Grant                | Folkan                   |
| 1992 |                             | Den vilda sardinen Michael Frayn                                 | Tony Verner                | Folkan                   |
| 1996 | Mrs Highby                  | Maratondansen Horace McCoy                                       | Johan Huldt                | Parkteatern              |
| 1997 | Grevinnan Charlotte Malcolm | Sommarnattens leende Stephen Sondheim och Hugh Wheeler           | Benny Fredriksson          | Riksteatern              |
| 2005 | Grace Farrell               | Annie Charles Strouse, Thomas Meehan och Martin Charnin          | Jan Hertz                  | Nöjesteatern, Malmö      |
| 2014 | Hunyak                      | Chicago John Kander, Fred Ebb och Bob Fosse                      | Roine Söderlundh           | Kulturhuset Stadsteatern |